# (5418) Joyce
(5418) Joyce es un asteroide perteneciente al cinturón de asteroides, descubierto el 29 de agosto de 1981 por Antonín Mrkos desde el Observatorio Kleť, České Budějovice, República Checa.

## Designación y nombre
Designado provisionalmente como 1981 QG1. Fue nombrado Joyce en honor al escritor irlandés James Joyce conocido por su uso experimental del lenguaje y la exploración de nuevos métodos literarios en grandes obras, como Ulises. Gell-Mann adoptó el término imaginario 'quark' de un pasaje en su novela Finnegans Wake.

## Características orbitales
Joyce está situado a una distancia media del Sol de 2,969 ua, pudiendo alejarse hasta 3,892 ua y acercarse hasta 2,047 ua. Su excentricidad es 0,310 y la inclinación orbital 17,46 grados. Emplea 1869,46 días en completar una órbita alrededor del Sol.

## Características físicas
La magnitud absoluta de Joyce es 13. Tiene 14,441 km de diámetro y su albedo se estima en 0,064. 